# Tovera
|  | Per a altres significats, vegeu «Tovera (espeleotema)». |

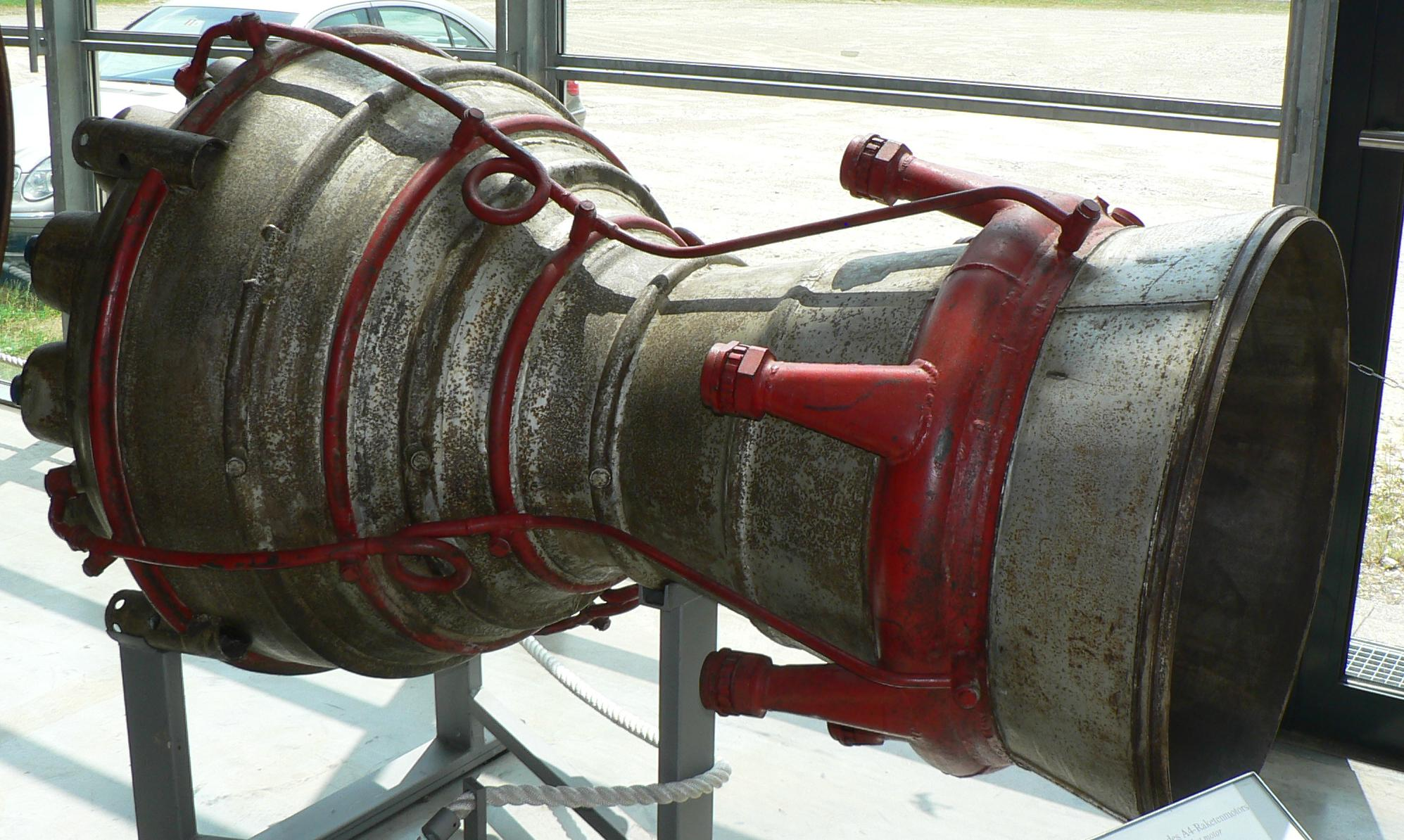
Tovera d'un coet

Una tovera és un dispositiu que converteix l'energia potencial d'un fluid (en forma tèrmica i de pressió) en energia cinètica. S'utilitza en turbomàquina i altres màquines, com l'ejector, en què es vol accelerar un fluid per a l'aplicació de què es tracti. L'augment de velocitat que pateix el fluid en el seu recorregut al llarg de la tovera és acompanyat per una disminució de la seva pressió i temperatura, en conservar l'energia.

## Tovera De Laval
De Laval estudià el flux supersònic en toveres i va resoldre el problema d'acceleració màxima dins de la tovera arribant al disseny de toveres amb secció convergent-divergent en les quals s'obté un flux sònic M = 1 a la gola per a posteriorment expandir la tovera i aconseguir fluxos supersònics M> 1.
Aquestes toveres han de tenir una expansió adequada per evitar la generació d'ones de xoc o de contracció dins del flux.
La tovera és l'encarregada de convertir energies, adaptant les pressions i velocitats dels gasos ejectats.
La tovera que usen els coets experimentals s'anomena De Laval i els fluxos que recorren aquesta tovera es consideren compressibles en moure's a velocitats supersòniques, per la qual cosa, les diferents seccions transversals, produeixen durant l'avanç dels gasos, variacions en la densitat i en la velocitat del fluid. Tot això suposant condicions de flux isoentròpic, és a dir, condicions adiabàtiques i sense fregament. A la pràctica, no hi ha la condició de flux isoentròpic ideal, per la qual raó s'aplica un coeficient de rendiment que ajusta el càlcul.
La llei de la conservació de l'energia s'encarrega d'augmentar la velocitat en el con de sortida, no per compliment de la dinàmica de fluids, ja que aquí apareixen com compressibles, sinó per la conservació del producte «Velocitat x Temperatura».

## Estudi matemàtic de la tovera ideal
Idealment les transformacions del fluid en una tovera complirien les següents condicions:
- Són adiabàtiques (no hi ha una transmissió de calor del fluid a la tovera o l'exterior).

- Són isentrópiques (es tractaria d'un procés reversible, sense pèrdues).

- Es produirien en règim permanent (amb la qual cosa, el cabal de fluid que es desplaça al llarg de la tovera romandria constant tot al llarg de la mateixa).

Per tant, s'han de complir en qualsevol punt de la tovera les dues condicions següents:
(1) {\displaystyle h+{\begin{matrix}{\frac {1}{2}}\end{matrix}}c^{2}=h_{inicial}}
on h és l'entalpia i c la velocitat del fluid.
(2) {\displaystyle Q=\rho \cdot A\cdot c}
on Q és el cabal en qualsevol punt (constant);?, la densitat del fluid en aquest punt, i A, la secció de pas en aquest mateix punt.
De les anteriors equacions es dedueix que:
(3) {\displaystyle {\frac {dA}{a}}={\frac {dc}{c}}\cdot ({\frac {c^{2}}{a^{2}}}-1)}
on a és la velocitat del so:
(4) {\displaystyle a={\sqrt {{\frac {Cp}{Cv}}\cdot p\cdot {\frac {1}{\rho }}}}={\sqrt {\gamma \cdot p\cdot {\frac {1}{\rho }}}}}
on {\displaystyle Cp} i {\displaystyle Cv} són les capacitats calorífiques del fluid a pressió i volum Constant, respectivament, {\displaystyle p} és la pressió del fluid en aquest punt.
L'equació (3) ens pot donar una indicació del perfil que ha de tenir la tovera. Si es desitja que la velocitat del fluid augmenti al llarg d'aquesta, s'ha de complir que {\displaystyle {dc}>0}. Llavors:
- Si {\displaystyle c<a} (el que ha de passar al principi, en què el fluid comença tenint poca velocitat), llavors {\displaystyle {dA}<0}, és a dir: mentre la velocitat sigui menor que la del so, per tal que el fluid continuï accelerant, la secció ha d'anar disminuint. És el que s'anomena la part convergent de la tovera.

- Si {\displaystyle c>a} (això passarà si el fluid s'accelera prou com per superar la velocitat del so), llavors {\displaystyle {dA}>0}. És a dir, si el fluid supera la velocitat del so, perquè continuï accelerant, la secció de la tovera ha de ser creixent. És el que s'anomena la part divergent de la tovera.

- Entre la part convergent i divergent d'una tovera, hi ha un punt en què es compleix que {\displaystyle {dA}=0} (la secció romandria constant) i en aquest punt, anomenat gola de la tovera, la velocitat del fluid és la del so {\displaystyle c=a} (s'entén que per a aquest fluid en aquestes condicions).

Les conclusions són que per començar l'acceleració d'un fluid, la tovera necessàriament ha de ser convergent en la seva primera secció, però si es vol que la velocitat del fluid superi la del so, ha de tenir una segona secció divergent. En el punt entre les dues seccions, anomenat coll de la tovera, la velocitat del fluid és la del so.
Suposant que el fluid compleix la Llei dels gasos ideals ({\displaystyle p\cdot V=n\cdot R\cdot T}) podríem obtenir la velocitat en cada punt de la tovera en funció de la pressió, segons l'equació:
(5) {\displaystyle c^{2}={\frac {2\gamma }{\gamma -1}}\cdot R\cdot T_{0}\cdot \left(1-\left({\frac {p}{p_{0}}}\right)^{\frac {\gamma -1}{\gamma }}\right)}
A partir de l'equació anterior, podríem trobar quina ha de ser la pressió a la gola de la tovera:
(6) {\displaystyle p_{c}=\left({\frac {2}{\gamma +1}}\right)^{\frac {\gamma }{\gamma -1}}\cdot p_{0}}
on {\displaystyle p_{0}} és la pressió inicial del fluid a l'entrada de la tovera i? és característica del fluid en qüestió. D'aquesta manera es pot determinar el valor de la pressió a la gola per a qualsevol fluid. Per exemple:
- Per a l'aire:

{\displaystyle p_{c}=0,5282\cdot p_{0}}
- Per al vapor d'aigua sec:

{\displaystyle p_{c}=0,54\cdot p_{0}}

### Càlcul de la velocitat d'un flux a través de la tovera
Es pot fer un càlcul màssic de la velocitat d'un flux líquid ideal a través d'una tovera utilitzant equacions d'energia potencial i energia cinètica.
{\displaystyle Ec=1/2mv^{2}}
{\displaystyle Ep=mgh}
On m és la massa, v la velocitat, g la constant d'acceleració gravitacional i h l'alçada, en aquest mas manomètrica.
{\displaystyle 1/2mv^{2}=mgh}
En ser les masses iguals es pot reduir:
{\displaystyle 1/2v^{2}=gh} i, per tant, {\displaystyle v=\surd 2gh}.

## Toveres magnètiques
Una alternativa a l'ús de toveres materials per l'acceleració d'un plasma en aplicacions de propulsió espacial elèctrica i de processament avançat de materials amb feixos de partícules, és utilitzar un camp magnètic que confina, expandeix i accelera el feix de plasma que prové d'una font adequada, constituent així una tovera magnètica.